# John Bachar
John Bachar est un grimpeur américain né le 23 mars 1957 et mort le 5 juillet 2009 près de Mammoth Lakes, dans une voie nommée  Dike Wall en Californie.
Il est notamment connu pour ses ascensions en solo intégral.